# Vorderthal

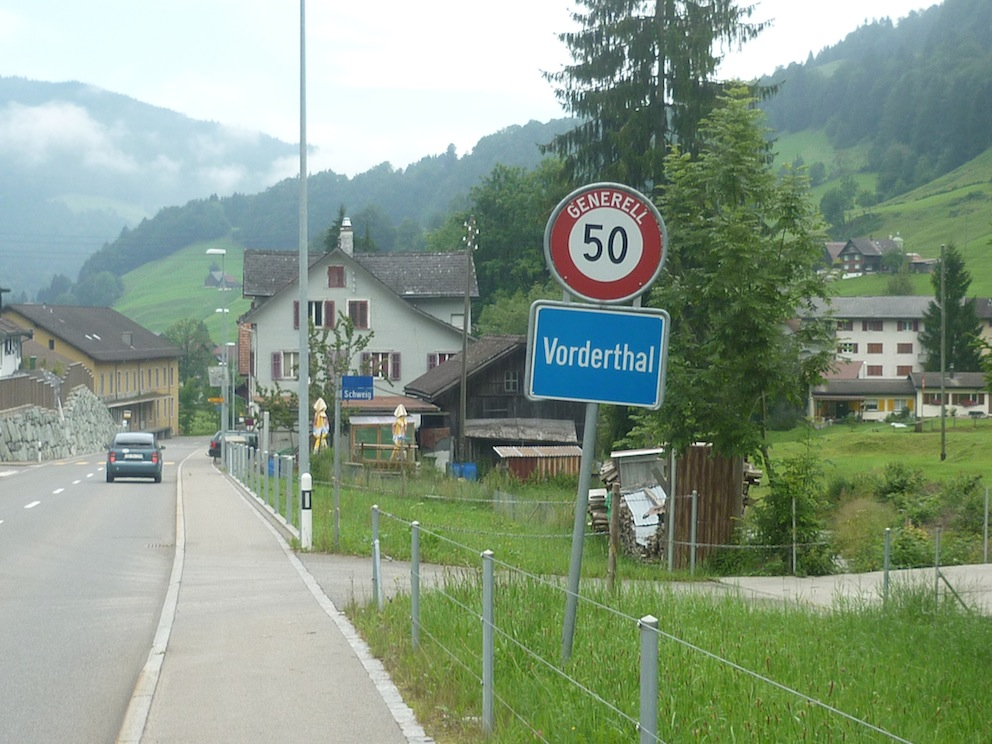
Entrada a Vorderthal

Vorderthal es una comuna suiza del cantón de Schwyz, situada en el distrito de March. Limita al norte con las comunas de Altendorf y Galgenen, al este con Schübelbach, al sur con Innerthal, y al oeste Einsiedeln.